# European Crop Protection Association
Die European Crop Protection Association (ECPA) ist ein Interessenverband der europäischen Pflanzenschutzindustrie. ECPA vertritt Dutzende Unternehmen und nationale Industrieverbände. ECPA ist eingetragener Lobbyist bei der Europäischen Union, die Organisation selbst umschreibt ihre Tätigkeit als "Botschafter" (ambassador). Den Angaben zufolge sind in Brüssel 14 Personen bei ECPA als Einflussvertreter beschäftigt.
Sitz ist Brüssel; Präsident ist Vincent Gros, Generaldirektor ist bis zum 15. November 2013 Friedhelm Schmider. Zu seinem Nachfolger wurde Jean-Charles Bocquet, vorher director general der Union des Industries de la Protection des Plantes (UIPP), des Interessenverbands der französischen Pflanzenschutzindustrie, bestimmt.
Der Verband setzt sich nach eigenen Angaben für eine EU-Gesetzgebung ein, die wissenschaftlich und risikobasiert ist, Innovation fördert, vorhersehbar und angemessen ist, der Industrie ein effizientes Agieren ermöglicht, geistiges Eigentum schützt, die Einführung neuer Technologien und Praktiken belohnt und den Pflanzenschutz im Sinne der Bedürfnisse aller Menschen in Gegenwart und Zukunft bewahrt.
Beispiele für das Wirken von ECPA sind:
- Einsatz gegen das Verbot von Pestiziden der Wirkstoffklasse der Neonicotinoide, die als Auslöser des Bienensterbens verdächtigt werden. ECPA zufolge gibt es dafür keine wissenschaftlichen Belege, außerdem seien 50.000 Arbeitsplätze bedroht.[3][4][5]
- Einsatz gegen verschärfte Auflagen für Pflanzenschutzmittel in der EU,[6][7] zum Beispiel gegen Verschärfung der Richtlinie 91/414/EEC (über Pflanzenschutzmittel).
- Einsatz gegen das angestrebte Verbot von Pflanzenschutzmitteln mit hormoneller Nebenwirkung, z. B. aus der Wirkstoffklasse der Triazole[8]